# 冬青叶桂樱
冬青叶桂樱是蔷薇科李属的植物，是中国的特有植物。分布在中国大陆的广东等地，见于山谷杂林以及密林中。